# Premio Médicis
El Premio Médicis es un galardón literario francés dado cada año en el mes de noviembre. Fundado en 1958 por Gala Barbisan y Jean Pierre Giraudoux, se concede a un autor cuya "fama aún no empareje a su talento". 
En 1970 se añadió el Premio Médicis Extranjero, con el que han sido galardonados una serie de escritores de lengua española: los cubanos Severo Sarduy (1970) y Alejo Carpentier (1979); los argentinos Julio Cortázar (1974), Héctor Bianciotti (1977), el colombiano Álvaro Mutis (1989), el chileno Antonio Skármeta (2001), el español Enrique Vila-Matas (2003).
Desde 1980 se concede también el Premio Médicis de Ensayo.

## Ganadores del Premio Médicis
- 1958 - La Mise en scène -  Claude Ollier
- 1959 - Le Dîner en ville -  Claude Mauriac
- 1960 - John Perkins suivi d'Un scrupule -  Henri Thomas
- 1961 - Le Parc -  Philippe Sollers
- 1962 - Derrière la baignoire -  Colette Audry
- 1963 - Un chat qui aboie -  Gérard Jarlot
- 1964 - L'Opoponax -  Monique Wittig
- 1965 - La Rhubarbe -  René-Victor Pilhes
- 1966 - Une saison dans la vie d'Emmanuel -  Marie-Claire Blais
- 1967 - Histoire -  Claude Simon
- 1968 - Le Mendiant de Jérusalem -  Élie Wiesel
- 1969 - Dedans -  Hélène Cixous
- 1970 - Sélinonte ou la Chambre impériale -  Camille Bourniquel
- 1971 - L'Irrévolution -  Pascal Lainé
- 1972 - Le Tiers des étoiles -  Maurice Clavel
- 1973 - Paysage de fantaisie -  Tony Duvert
- 1974 - Porporino ou les Mystèrs de Naples -  Dominique Fernandez
- 1975 - Le Voyage à Naucratis -  Jacques Almira
- 1976 - Les États du désert -  Marc Cholodenko
- 1977 - L'Autre Amour -  Michel Butel
- 1978 - La vida instrucciones de uso -  Georges Perec
- 1979 - La Nuit zoologique -  Claude Durand
- 1980 - Cabinet-portrait - Jean-Luc Benoziglio, que rechazó el premio, y fue entonces concedido a Jean Lahougue por Comptine des Height
- 1981 - L'Enfant d'Édouard -  François-Olivier Rousseau
- 1982 - L'Enfer et Cie -  Jean-François Josselin
- 1983 - Cherokee -  Jean Echenoz
- 1984 - Le Diable en tête -  Bernard-Henri Lévy
- 1985 - Naissance d'une passion -  Michel Braudeau
- 1986 - Les Funérailles de la Sardine -  Pierre Combescot
- 1987 - Les Éblouissements - Pierre Mertens
- 1988 - La Porte du fond -  Christiane Rochefort
- 1989 - Le Livre brisé -  Serge Doubrovsky
- 1990 - Les Quartiers d'hiver -  Jean-Noël Pancrazi
- 1991 - La Dérive des sentiments -  Pierre Simon
- 1992 - Tlacuilo -  Michel Rio
- 1993 - Sa femme - Emmanuèle Bernheim
- 1994 - Immobile dans le courant du fleuve -  Yves Berger
- 1995 - La Langue maternelle -  Vassilis Alexakis y Le testament français - Andreï Makine
- 1996 - Orlanda - Jacqueline Harpman yL'Organisation - Jean Rolin
- 1997 - Siècle des intellectuels -  Michel Winock
- 1998 - Le Loup Mongol - Homéric
- 1999 - Colette, une certaine France -  Michel Del Castillo
- 2000 - Le zoo des philosophes - Armelle Le Bras-Chopard
- 2001 - Secrets de jeunesse -  Edwy Plenel
- 2002 - Kafka et les jeunes filles - Daniel Desmarquet
- 2003 - Leviathan - Paul Auster
- 2004 - La Reine du silence - Marie Nimier
- 2005 - Fuir - Jean-Philippe Toussaint
- 2006 - Une promesse - Sorj Chalandon
- 2007 - La Stratégie des antilopes - Jean Hatzfeld
- 2008 - Là où les tigres sont chez eux - Jean-Marie Blas de Roblès
- 2009 - L'énigme du retour - Dany Laferrière.[1]
- 2010 - Naissance d'un pont - Maylis de Kerangal
- 2011 - Ce qu'aimer veut dire - Mathieu Lindon
- 2012 - Féerie générale - Emmanuelle Pireyre
- 2013 - Il faut beaucoup aimer les hommes - Marie Darrieussecq[2]
- 2014 - Terminus radieux - Antoine Volodine[3]
- 2015 - Titus n'aimait pas Bérénice – Nathalie Azoulai[4]
- 2016 - Laëtitia ou la Fin des hommes – Ivan Jablonka
- 2017 - Tiens ferme ta couronne – Yannick Haenel
- 2020 - Le Cœur synthétique - Chloé Delaume
- 2021 - Le Voyage dans l’Est - Christine Angot [5]
- 2022 - La Treizième heure - Emmanuelle Bayamack-Tam [6]
- 2023 - Que notre joie demeure - Kevin Lambert [7]
- 2024 - Ann d’Angleterre - Julia Deck [8]